# 神奈川県看護協会
公益社団法人神奈川県看護協会（こうえきしゃだんほうじんかながわけんかんごきょうかい、英称：Kanagawa Nursing Association）は、神奈川県知事所管の神奈川県の保健師、助産師、看護師、准看護師を会員とする公益社団法人。法人番号は「7020005010267」。

## 沿革
- 1948年（昭和23年）- 前身の日本助産婦・看護婦・保健婦協会神奈川県支部を設立。
- 1951年（昭和26年）- 社団法人日本看護協会神奈川県支部と改称。
- 1958年（昭和33年）- 財団法人神奈川県母子衛生会館の設立。
- 1985年（昭和60年）- 社団法人神奈川県看護協会を改組。
- 1990年（平成02年）10月 - 国際助産師連盟（ICM）神戸大会の国際評議会で、5月5日を「国際助産師の日」とすることを決定。1992年5月5日を最初の「国際助産師の日」とした啓もう日となる。
- 1990年（平成02年）12月 - 『看護の日』（看護週間）制定、翌年より「国際看護師の日」でもある5月12日が啓もう日となる。
- 1995年（平成07年）8月 - かわさき訪問看護ステーションを川崎市中原区に開設。
- 1997年（平成09年）- 神奈川県総合医療会館が完成し、横浜市神奈川区の母子衛生会館より移転。
- 2000年（平成12年）8月 - かわさき訪問看護ステーションを社団法人川崎市看護協会へ移管。
- 2001年（平成13年）1月 - ホームページを開設。
- 2012年（平成24年）4月 - 公益社団法人神奈川県看護協会へ移行。
- 2020年（令和02年）2月 - 横浜市から要請を受け、クルーズ客船（ダイヤモンド・プリンセス (客船)）内で発生した新型コロナウイルス(COVID-19)の対応として看護師を派遣。[1]

## 本部所在地
神奈川県総合医療会館：〒231-0037 神奈川県横浜市中区富士見町3-1

## 訪問看護ステーション
- 洋光台訪問看護ステーション 
  - 〒235-0045 横浜市磯子区洋光台3-12-20
- かがやき訪問看護ステーション
  - 〒251-0052 藤沢市藤沢1027
- あかしあ訪問看護ステーション
  - 〒253-0061 茅ケ崎市南湖5-10-6
- おおいそ訪問看護ステーション
  - 〒255-0003 中郡大磯町大磯971